# Apparitions à la villa Diodati
Apparitions à la villa Diodati (The Haunting of Villa Diodati) est le huitième épisode de la douzième saison de la seconde série télévisée britannique Doctor Who. Il est diffusé le 16 février 2020 sur BBC One.
Il marque la première rencontre entre les Cybermen et le Treizième Docteur.

## Résumé

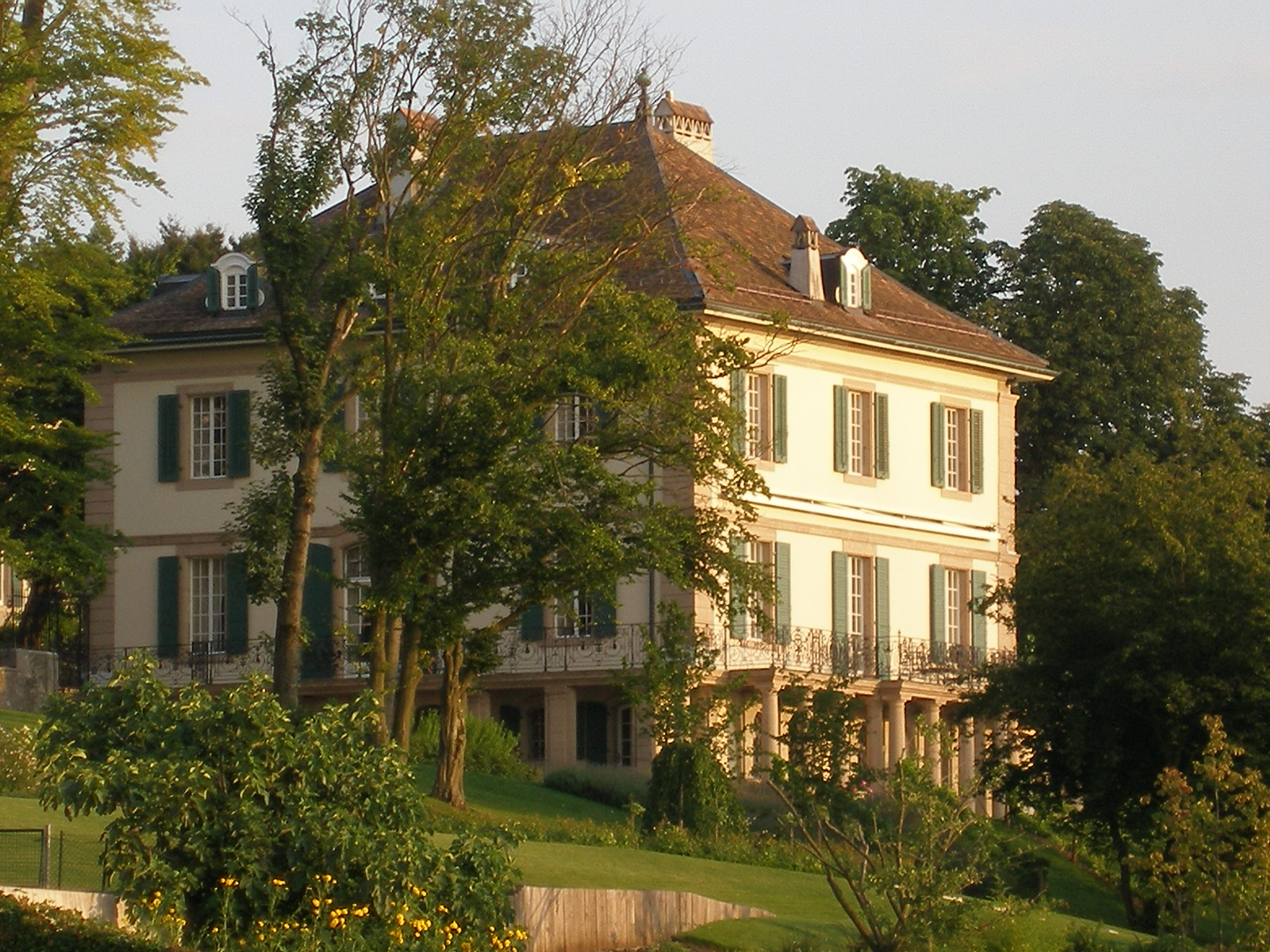
Villa Diodati

Le Docteur emmène Graham, Ryan et Yaz au Léman en 1816 pour voir Mary Shelley trouver l'inspiration pour écrire Frankenstein, bien qu'elle les prévienne de ne pas lui révéler. Pendant ce temps, Mary, son bébé William, ainsi que John Polidori, Claire Clairmont et Lord Byron séjournent à la Villa Diodati.  Le fiancé de Mary, Percy Bysshe Shelley, est inexplicablement absent. En raison du mauvais temps, Byron suggère que chacun écrive une histoire de fantôme pour effrayer les autres.  Plus tard, le Docteur et ses compagnons arrivent et découvrent que le partage des histoires de fantômes a été abandonné et que Percy n'est pas là, alors qu'il aurait dû l'être.
Des événements étranges se produisent dans la villa, comme le réarrangement répété de sa disposition, des objets qui bougent d'eux-mêmes et des mains squelettiques qui rampent dans les couloirs. Byron suggère que c'est un fantôme qui hante la villa, mais le Docteur soupçonne quelque chose d'autre ; les événements font partie d'un système de sécurité conçu pour cacher quelque chose. Le groupe voit une apparition que le Docteur reconnaît comme un être se déplaçant dans le temps ; l'apparition se résout en un Cyberman à moitié converti.
Graham, Ryan et Yaz rappellent au Docteur l'avertissement de Jack Harkness concernant le "Cyberman solitaire" et le fait de lui donner ce qu'il veut, mais elle leur ordonne avec colère de ne pas la suivre et leur demande de protéger Mary et les autres, avant de partir affronter le Cyberman. Le Cyberman, nommé Ashad, a été envoyé dans le passé à la recherche du "Cyberium", un métal liquide contenant le savoir collectif des Cybermen. Ashad l'a retrouvé à la villa, mais son pouvoir a été réduit à néant. Alors que le Docteur tente d'attirer Ashad loin de la villa, il est frappé par la foudre, rechargeant son noyau d'énergie et se préparant à attaquer à nouveau la villa.  Pendant ce temps, le Docteur découvre la chambre de Percy, dont les murs sont couverts d'un étrange charabia écrit de sa main.
Le Docteur se précipite pour avertir les autres mais trouve Percy caché dans la cave avec un regard fou. Elle découvre qu'il est possédé par le Cyberium, qu'il l'a trouvé quelques jours auparavant et que le Cyberium a créé des événements surnaturels pour éviter qu'il ne soit découvert. Elle amène Percy à Ashad et, pour empêcher ce dernier de le tuer, elle fait en sorte que le Cyberium quitte le corps de Percy pour entrer dans le sien. Ashad menace de détruire la planète, forçant le Docteur à lui remettre le Cyberium, malgré l'avertissement de Harkness.
Le Docteur et ses compagnons partent, planifiant de suivre Ashad dans le futur en utilisant les coordonnées des écrits de Percy, basés sur le Cyberman.

## Distribution
Sauf indication contraire, les informations mentionnées dans cette section peuvent être confirmées par la base de données cinématographiques IMDb,  présente dans la section « Liens externes ».
- Jodie Whittaker : Treizième Docteur
- Mandip Gill : Yasmin Khan
- Tosin Cole : Ryan Sinclair
- Bradley Walsh : Graham O'Brien
- Nadia Parkes : Claire Clairmont
- Lili Miller : Mary Godwin, future Mary Shelley
- Jacob Collins-Levy : Lord Byron
- Maxim Baldry : John Polidori
- Patrick O'Kane (en) : Ashad
- Lewis Rainer : Percy Shelley
- Stefan Bednarczyk : Fletcher
- Sarah Perles : Elise

## Production
Chris Chibnall, le showrunner de la série, annonce en mars 2019 au magazine Pilot TV l'apparition des personnages historiques Mary Shelley et Lord Byron, deux écrivains britanniques réputés.